# 자동공부책상 위키
《자동공부책상 위키》는 KBS 2TV에서 2014년 10월 6일부터 2015년 2월 17일까지 방송되었으며, 다양한 코너를 통해 어린이들의 전 영역 발달을 돕는 프로그램이다.